# Луїс Абінадер
Луїс Абінадер (ісп. Luis Rodolfo Abinader Corona, нар. 12 липня 1967) — домініканський політик, бізнесмен та економіст. Президент Домініканської Республіки з 2020 року. Балотувався на посаду від Сучасної революційної партії на загальних виборах 2016 та 2020.

## Ранні роки
Ранні роки Абінадер народився у Санто-Домінго 12 липня 1967 року. Його батьки з регіону Сібао, мати — Роза Сула Корона Каба, біла домініканка канарського колоніального походження з провінції Ла-Вега. Його батько — бізнесмен і політичний лідер Хосе Рафаель Абінадер, домініканець ліванського походження і виходець з провінції Сантьяго. Його дідом по батьковій лінії був Хосе С. Абінадер, ліванський іммігрант з Баскінти у Ліванських горах, який прибув до країни в 1898 році і оселився в місті Тамборіл (розташованому поблизу міста Сантьяго-де-лос-Кабальєрос).
Абінадер здобув середню освіту у Колегіо-Лойола, нині Політехнічний інститут Лойола; вищу освіту в економічному факультеті Технологічного інституту Санто-Домінго. Закінчив аспірантуру з управління проектами у Міжнародній бізнес-школі Гальта у Кембриджі, штат Массачусетс. Він також вивчав корпоративні фінанси та фінансову інженерію в Гарвардському університеті та передовий менеджмент у Дартмутському коледжі в Нью-Гемпширі.

## Кар'єра
Абінадера було обрано віце-президентом Домініканської революційної партії в рамках Національної конвенції 2005 року.
Абінадер був кандидатом у віце-президенти від Домініканської революційної партії на виборах 2012 року, а в 2005 році був кандидатом у сенатори від провінції Санто-Домінго.
Абінадер був кандидатом у президенти від Домініканської гуманістичної партії та Сучасної революційної партії на загальних виборах 15 травня 2016 року .
Абінадер успішно балотувався на посаду президента на виборах 2020 року та обійняв посаду президента Домініканської Республіки 16 серпня 2020 року